# Municipio de Bavispe
El Municipio de Bavispe es uno de los 72 municipios que conforman al estado mexicano de Sonora. Se encuentra localizado en la región alta de la Sierra Madre Occidental y en los límites con el vecino estado de Chihuahua. Cuenta con 12 localidades dentro de su territorio, su cabecera municipal y localidad más habitada es el pueblo homónimo de Bavispe, mientras que otras importantes son San Miguelito, La Mora y La Galerita. El municipio fue decretado como tal el 4 de diciembre de 1931, después de ser separado del antiguo municipio de Oputo.
Según el Censo de Población y Vivienda realizado en 2020 por el Instituto Nacional de Estadística y Geografía (INEGI), el municipio tiene un total de 1,169 habitantes y posee una superficie de 1723.39 kilómetros cuadrados. Su producto interno bruto per cápita es de USD 6 993 y su índice de desarrollo humano (IDH) es de 0.8204. Como a la mayoría de los municipios de Sonora, el nombre se le dio por su cabecera municipal.

## Historia como municipio
El territorio que actualmente ocupa el municipio fue habitado primeramente por gente indígena ópata en la época precolombina. En el siglo XVII exploradores y conquistadores españoles que junto a misioneros jesuitas llegaron a esta zona avanzando con la colonización de la Nueva España, y fue en 1645 cuando el misionero español Cristóbal García fundó la misión religiosa de San Miguel de Bavispe, para evangelizar a los nativos, convirtiéndose años después en un centro de población.
El 19 de marzo de 1812 entró en vigor la Constitución española de Cádiz, en la que establecía que los poblados con más de 1,000 habitantes fueran decretados como municipios, decretándose en total 12 (siendo ésta la primera división política del antiguo Estado de Occidente), y Bavispe fue uno de estos en lograr poseer un gobierno municipal. Esa categoría de municipalidad se le fue retirada en 1814 por el rey de España, Fernando VII, cuando restableció la Constitución de Cádiz y segregó dichos primeros municipios. En 31 de octubre de 1825, después de separarse el Estado de Occidente y quedar Sonora y Sinaloa como dos estados distintos, se decretó una Constitución local, y su establecimiento mandaba nombrar de nuevo municipios a las localidades con más de 3,000 residentes, y Bavispe no logró el nombramiento por poseer una cantidad menor a la que se requería.
Después en 1831 una nueva constitución determinó que el estado de dividiera en partidos, y la región de Bavispe quedó bajo administración del Partido de Moctezuma y estuvo administrado por un juez de paz, el 13 de mayo de 1848 se creó en Distrito de Moctezuma, al declararse la nueva división en partidos, y Bavispe también formó parte de este. Y así permaneció por al menos casi un siglo.
El 4 de diciembre de 1931 fue nombrado como municipio libre y definitivo, segregándose del antiguo municipio de Oputo, hoy llamado Villa Hidalgo.

## Geografía
El municipio de Bavispe se localiza en el noreste del estado de Sonora en la zona alta de la Sierra Madre Occidental, entre los paralelos 30°24' y 30°54' de latitud norte y los meridianos 108°39' y 109°19' de longitud oeste del meridiano de Greenwich, a una elevación mínima de 700 metros sobre el nivel del mar y 2,500 como máxima. Su territorio ocupa un área de 1723.393 km². Sus límites territoriales son al norte con el municipio de Agua Prieta, al oeste con el de Nacozari de García, al sur con el de Bacerac, y al este limita con el estado de Chihuahua, en particular con el municipio de Janos.

### Límites municipales
Tiene límites administrativos con los siguientes municipios según su ubicación:
| Noroeste: Agua Prieta     | Norte: Agua Prieta | Nordeste: Janos, Chihuahua |
| Oeste: Nacozari de García |                    | Este: Janos, Chihuahua     |
| Suroeste: Bacerac         | Sur: Bacerac       | Sureste: Janos, Chihuahua  |

### Orografía e hidrografía
Bavispe tiene un territorio fundamentalmente montañoso, alrededor del 90% del territorio se encuentra cubierto por la Sierra Madre Occidental, existen alguna mesetas de escasa importancia, y finalmente una serie de tierras bajas a lo largo del cauce del río Bavispe en el valle donde se encuentra la cabecera municipal, que tiene por esta situación, una baja altitud con respecto al resto del territorio, las mayores elevaciones del territorio de Bavispe son la Sierra La Charola con 2,520 metros de altitud y la Sierra Hachita Hueca con 2,480 metros de altura y que son respectivamente la cuarta y la séptima altitud del estado de Sonora. Otras elevaciones son la sierra Los Pilares de Teras, el cerro Santa Beatriz, la sierra Los Blancos, el cordón la Ventana, el cerro Cuesta Blanca, y la sierra Tasahuinora.
La principal corriente fluvial del municipio es el río Bavispe, que procedente del estado de Chihuahua, ingresa al municipio y lo recorre en sentido de norte a sur, a él se dirigen todas las corrientes menores del municipio, como los arroyos El Santo, el Durazno, las Carpitas, el Texano, la Borrega, Rancho Seco, Chuvivérachi, la Pita, Hoyo de Mezcal, la Cañada, el Jacaral, el Cajón, el Batamote y las Cañadas. Todo el municipio forma parte de la cuenca hidrológica del río Yaqui y de la Región hidrológica Sonora-Sur.

### Clima
El clima del territorio municipal se compone 70.10% de semiseco-templado en partes del este y del oeste, 20.46% de seco-semicálido en el centro-norte, centro y centro sur, 7.0% de templado-subhúmedo en partes de oeste y suroeste, y 2.44% de semiseco-semicálido en el sur, con una temperatura media máxima mensual de 28.5 °C en los meses de junio a septiembre y una media mínima de 10.5 °C en diciembre y enero, la temperatura media anual es de 19.5 °C.
El período de lluvias se presenta en verano, en los meses de julio y agosto, contándose con una precipitación media anual de 426.9 milímetros, las heladas son frecuentes de noviembre y marzo.

### Flora y fauna
La vegetación de su territorio consiste matorral espinoso en su mayoría en las zonas del noroeste, centro-norte, centro y centro sur, en paralelo a la circulación del río Bavispe presentándose en mezquites, uña de gato y chaparro prieto; de bosques de encino y roble en zonas del oeste y en pequeñas proporciones en el este.
La fauna del municipio la forma una gran variedad de especies, dentro de las que destacan por su importancia:
- Anfibios: sapo, rana y sapo toro;
- Reptiles: tortuga de río, cachora, víbora de cascabel, salamanquesa, camaleón, huico, víbora chicotera, víbora sorda;
- Aves: tortolita cola corta, paloma morada, lechuza, tecolote, golondrina común, tordo de ojos amarillos, aura, gavilán ratonero, aguililla cola roja, codorniz de Douglas y huilota.

## Demografía
De acuerdo a los resultados del Censo de Población y Vivienda realizado en 2020 por el Instituto Nacional de Estadística y Geografía (INEGI), la población total del municipio es de 1,169 habitantes; con una densidad poblacional de 0.67 hab/km², y ocupa el puesto 56° en el estado por orden de población. Del total de pobladores, 618 son hombres y 551 son mujeres. En 2020 había 624 viviendas, pero de estas 387 viviendas estaban habitadas, de las cuales 77 estaban bajo el cargo de una mujer. Del total de los habitantes, sólo 1 persona mayor de 3 años (0.09% del total municipal) habla alguna lengua indígena.
El 79.81% del municipio pertenece a la religión católica, el 18.14% es cristiano evangélico/protestante o de alguna variante mientras que el 1.97% no profesa ninguna religión.

### Educación y salud
Según el Censo de Población y Vivienda de 2020; 7 niños de entre 6 y 11 años (0.6% del total), 10 adolescentes de entre 12 y 14 años (0.86%), 48 adolescentes de entre 15 y 17 años (4.11%) y 10 jóvenes de entre 18 y 24 años (0.6%) no asisten a ninguna institución educativa. 20 habitantes de 15 años o más (1.71%) son analfabetas, 22 habitantes de 15 años o más (1.88%) no tienen ningún grado de escolaridad, 118 personas de 15 años o más (10.09%) lograron estudiar la primaria pero no la culminaron, 57 personas de 15 años o más (4.88%) iniciaron la secundaria sin terminarla, teniendo el municipio un grado de escolaridad de 7.72.
La cantidad de población que no está afiliada a un servicio de salud es de 665 personas, es decir, el 56.89% del total municipal, de lo contrario el 43.03% sí cuenta con un seguro médico ya sea público o privado. En el territorio, 76 personas (6.5%) tienen alguna discapacidad o límite motriz para realizar sus actividades diarias, mientras que 10 habitantes (0.86%) poseen algún problema o condición mental.

### Localidades
El municipio tiene un total de 12 localidades:
| Localidad             | Población |
| Total Municipio       | 1,169     |
| Bavispe               | 674       |
| San Miguelito         | 374       |
| La Mora               | 67        |
| La Galerita           | 52        |
| La Galera             | 1         |
| San José de la Galera | 1         |

## Gobierno
La sede del gobierno municipal se encuentra en su cabecera en el pueblo homónimo de Bavispe, cuyo ayuntamiento está integrado por un presidente municipal, un síndico, 3 regidores de mayoría relativa y 2 de representación proporcional, elegidos para un periodo de tres años.

### Representación legislativa
Para la elección de diputados locales al Congreso del Estado de Sonora y de diputados federales a la Cámara de Diputados de México el municipio de Bavispe se encuentra integrado en los siguientes distritos electorales:
- Local:
  - VII Distrito Electoral del Congreso del Estado de Sonora con cabecera en Agua Prieta.[16]

- Federal:
  - IV Distrito Electoral Federal de Sonora de la Cámara de Diputados de México, con cabecera en Heroica Guaymas.[17]

### Cronología de presidentes municipales
- (1979-1982): Joaquín Ricardo Montaño
- (1982-1985): Conrado Durazo Samaniego
- (1985-1988): Roberto Amaya García
- (1988-1991): Rafael Castillo Gurrola
- (1991-1994): Conrado Durazo Montaño
- (1994-1997): José Ernesto Montaño Durazo
- (1997-2000): Cosme Zozaya Moreno
- (2000-2003): Ramón Ángel Zozaya Moreno
- (2003-2006): Adán Eduardo Langford Kemson
- (2006-2009): Cosme Zozaya Moreno
- (2009-2012): Adame Eduardo Langford Kemson
- (2012-2015): Oscar Díaz Montaño
- (2015-2018): Steven Hirum Langford Kemson
- (2018-2021): Cornelio Vega Vega
- (2021-2024): Adam Eduardo Langford Kemson